# Rimbach (Landkreis Rottal-Inn)

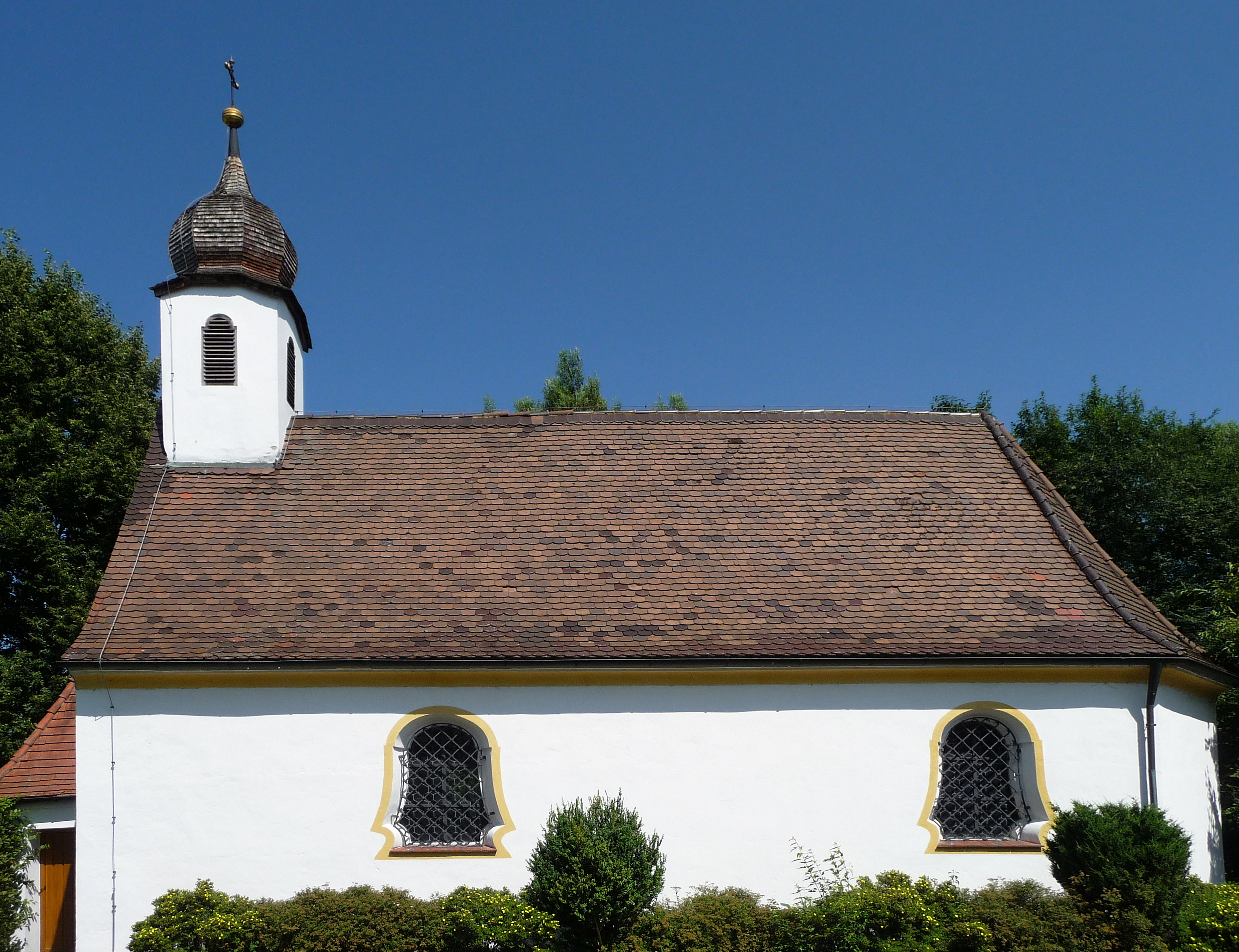
Die Filialkirche St. Laurentius in Rimbach

Rimbach ist eine Gemeinde im niederbayerischen Landkreis Rottal-Inn. Die Gemeinde ist Mitglied der Verwaltungsgemeinschaft Falkenberg.

## Geografie

### Geografische Lage
Rimbach liegt in der Region Landshut in der typischen niederbayerischen Hügellandschaft etwa elf Kilometer nordwestlich von Eggenfelden, 26 km östlich von Vilsbiburg, 29 km südlich von Dingolfing und 24 km westlich der Kreisstadt Pfarrkirchen. Die Bundesstraßen 20 und 388 sind nur wenige Kilometer von Rimbach entfernt; die beiden nächstgelegenen Bahnstationen befinden sich in Massing und Eggenfelden (jeweils elf Kilometer entfernt) an der Bahnstrecke Passau–Neumarkt-Sankt Veit.

### Gemeindegliederung
Es gibt 36 Gemeindeteile (in Klammern ist der Siedlungstyp angegeben):
- Aichet (Weiler)
- Albanberg (Einöde)
- Buch (Einöde)
- Dietring (Dorf)
- Döding (Weiler)
- Eglsöd (Einöde)
- Gamsenberg (Einöde)
- Grammetsöd (Einöde)
- Greinsberg (Einöde)
- Grub (Einöde)
- Hangersöd (Einöde)
- Heckenwies (Einöde)
- Heuwies (Einöde)
- Hinterhag (Einöde)
- Hochwimm (Einöde)
- Holzhäusl (Einöde)
- Irlach (Weiler)
- Kimperting (Weiler)
- Lindgraben (Einöde)
- Mitterrohrbach (Dorf)
- Oberellbach (Dorf)
- Oberrohrbach (Weiler)
- Orading (Einöde)
- Rattenbach (Kirchdorf)
- Rimbach (Dorf)
- Rothenhag (Einöde)
- Sallach (Dorf)
- Schmidsberg (Einöde)
- Sommerschneid (Einöde)
- Spiegelreut (Einöde)
- Starzen (Einöde)
- Unterellbach (Weiler)
- Unterrohrbach (Kirchdorf)
- Utting (Einöde)
- Vogging (Dorf)
- Wimpersing (Einöde)

Es gibt die Gemarkungen Rimbach und Sallach.

## Geschichte

### Bis zur Gemeindegründung
Das Kloster Rimbach geht auf die Agilolfinger-Zeit zurück und war somit eines der Urklöster Bayerns. So war es im 9. Jahrhundert als Rindpah, zum Hochstift Passau gehörend, in eine Karte eingetragen. Später gehörte Rimbach zum Rentamt Landshut und zum Landgericht Eggenfelden des Kurfürstentums Bayern. Im Zuge der Verwaltungsreformen in Bayern entstand mit dem Gemeindeedikt von 1818 die Gemeinde Rimbach.

### Eingemeindungen
Am 1. Januar 1946 wurde kurzzeitig die Gemeinde Sallach nach Rimbach eingegliedert, jedoch am 29. Dezember 1947 wieder selbstständig. Am 1. Mai 1978 kam im Rahmen der Gebietsreform in Bayern ein Teil dieser Gemeinde zu Rimbach. 1981 kamen die Ortsteile Oberrohrbach und Wimpersing der aufgelösten Gemeinde Haberskirchen dazu.

### Einwohnerentwicklung
Zwischen 1988 und 2018 wuchs die Gemeinde von 835 auf 923 um 88 Einwohner bzw. um 10,5 %.
- 1961: 869 Einwohner
- 1970: 836 Einwohner
- 1987: 837 Einwohner
- 1991: 853 Einwohner
- 1995: 865 Einwohner
- 2000: 866 Einwohner
- 2005: 902 Einwohner
- 2010: 860 Einwohner
- 2015: 897 Einwohner

## Politik

### Gemeinderat
Die Gemeinderatswahl 2020 erbrachte folgende Stimmenanteile und Sitzverteilung:
- CSU: 72,20 %, 6 Sitze
- Frauen für unsere Gemeinde: 27,80 %, 2 Sitze

### Bürgermeister
Erster Bürgermeister ist seit Mai 2014 Otto Fisch (CSU).

### Wappen
| Wappen Gde. Rimbach | Blasonierung: „In Silber aus blauem Dreiberg, darin eine fliegende silberne Taube, wachsend ein grüner Tannenbaum mit goldenen Zapfen.“ |
| Wappen Gde. Rimbach | |

## Kultur und Sehenswürdigkeiten
- Lanz-Museum Mitterrohrbach
- Filialkirche St. Laurentius in Rimbach. Die im Kern frühgotische Anlage wurde im 18. Jahrhundert barockisiert.

## Wirtschaft einschließlich Land- und Forstwirtschaft

### Arbeitsplätze
2017 gab es nach der amtlichen Statistik 71 sozialversicherungspflichtig Beschäftigte am Arbeitsort. Sozialversicherungspflichtig Beschäftigte am Wohnort wurden 327 registriert. Fünf Einwohner waren arbeitslos. 

### Landwirtschaft
Die Zahl der landwirtschaftlichen Betriebe ist von 72 im Jahr 2003 auf 48 im Jahr 2016 zurückgegangen. 1867 ha der Gemeindeflur waren 2016 landwirtschaftlich genutzt, davon 1619 ha Ackerland und 247 ha Dauergrünfläche. Die Waldfläche betrug 502 ha.

## Persönlichkeiten
- Leonhard „Leo“ Speer, genannt „Lanz-Leo“ (1941–2016), Gründer und Betreiber des Lanz-Museums Mitterrohrbach